# Slaget vid Warburg
Slaget vid Warburg utkämpades den 31 juli 1760 under sjuårskriget. Slaget blev en seger för hannoveranerna och britterna mot fransmännen. Fransmännen förlorade 1 500 man, som antingen dödades eller skadades, och runt 2 000 tillfångatogs och tio kanoner mistes. 
Den brittiske generalen John Manners blev känd för att storma i attack framför det brittiska kavalleriet och för att ha förlorat sin hatt under attacken. Manners hade varit tunnhårig ända sedan 20-årsåldern och händelsen var ursprunget till det engelska uttrycket going at it bald-headed.